# Page 3 - A Collection of Her Most Famous Songs
| Recensione | Giudizio |
| ---------- | -------- |
| AllMusic   |          |

Page 3 - A Collection of Her Most Famous Songs è un album discografico di Patti Page, pubblicato dalla casa discografica Mercury Records nel luglio del 1957.

## Tracce

### LP
Lato A
1. Where Are You – 3:05 (Harold Adamson, Jimmy McHugh) – Registrato il 24 febbraio 1955 al Fine Sound Studio di New York
2. The Touch of Your Lips – 2:40 (Ray Noble) – Registrato il 21 dicembre 1954 al Fine Sound Studio di New York
3. Moon Over Miami – 3:07 (Edgar Leslie, Joe Burke) – Registrato il 9 giugno 1953 al Fine Sound Studio di New York
4. I'ts a Sin to Tell a Lie – 2:20 (Billy Mayhew) – Registrato il 13 luglio 1953 al Fine Sound Studio di New York
5. There Is No Greater Love – 2:58 (Marty Symes, Isham Jones) – Registrato il 13 luglio 1953 al Fine Sound Studio di New York
6. Until the Real Thing Comes Along – 2:55 (Mann Holiner, Alberta Nichols, Sammy Cahn, Saul Chaplin, L.E. Freeman) – Registrato il 13 luglio 1953 al Fine Sound Studio di New York

Lato B
1. Did I Remember – 2:57 (Harold Adamson, Walter Donaldson) – Registrato il 13 luglio 1953 al Fine Sound Studio di New York
2. These Foolish Things – 3:17 (Holt Marvell (Eric Maschwitz), Harry Link, Jack Starchey) – Registrato il 9 giugno 1953 al Fine Sound Studio di New York
3. Blue Hawaii – 2:36 (Leo Robin, Ralph Rainger) – Registrato il 13 luglio 1953 al Fine Sound Studio di New York
4. They Can't Take That Away from Me – 2:27 (Ira Gershwin, George Gershwin) – Registrato il 13 luglio 1953 al Fine Sound Studio di New York
5. Remember Me – 2:18 (Al Dubin, Harry Warren) – Registrato il 13 luglio 1953 al Fine Sound Studio di New York
6. Where or When – 3:11 (Lorenz Hart, Richard Rodgers) – Registrato il 13 luglio 1953 al Fine Sound Studio di New York

## Musicisti
- Patti Page – voce
- Jack Rael – conduttore orchestra
- Jack Rael's Orchestra – componenti orchestra non accreditati